# Wegmans LPGA 2009
Wegmans LPGA 2009 – 33. edycja golfowego turnieju Wegmans LPGA, która miała miejsce w dniach 25-28 czerwca 2009 na polu golfowym Locust Hill Country Club w Pittsford, Nowy Jork, USA.
Z łącznej puli nagród równej 2,0 mln USD dla zwyciężczyni przeznaczono 300.000. Tytułu sprzed roku broniła Koreanka Ji Eun-hee, dla której było to pierwsze zwycięstwo na LPGA. Tegoroczną edycję wygrała z siedmioma uderzeniami przewagi jej rodaczka Jiyai Shin.
Całość przychodów uzyskanych przez organizatorów zasila edukacyjne organizacje charytatywne.

## Karta pola
| Dołek   | Dołek | 1   | 2   | 3   | 4   | 5   | 6   | 7   | 8   | 9   | Out  | 10  | 11  | 12  | 13  | 14  | 15  | 16  | 17  | 18  | In   | Suma |
| ------- | ----- | --- | --- | --- | --- | --- | --- | --- | --- | --- | ---- | --- | --- | --- | --- | --- | --- | --- | --- | --- | ---- | ---- |
| Par     | Par   | 4   | 4   | 4   | 5   | 3   | 4   | 3   | 5   | 3   | 35   | 4   | 5   | 4   | 4   | 4   | 3   | 4   | 5   | 4   | 37   | 72   |
| Długość | yd    | 386 | 337 | 359 | 514 | 161 | 439 | 178 | 466 | 161 | 3001 | 383 | 509 | 361 | 386 | 381 | 150 | 341 | 468 | 385 | 3364 | 6365 |
| Długość | m     | 353 | 308 | 328 | 470 | 147 | 401 | 163 | 426 | 147 | 2744 | 350 | 465 | 330 | 353 | 348 | 137 | 312 | 428 | 352 | 3076 | 5820 |

## Uczestniczki
Na liście startowej znalazły się 144 zawodniczki. W wyniku kwalifikacji dostały się Laurie Brower i Vicki Goetze-Ackerman, natomiast zaproszenie sponsorskie otrzymały Amanda Blumenherst oraz grająca ze statusem amatora Cheyenne Woods – bratanica Tigera Woodsa.

## Przebieg

### Dzień 1.
Liderką po pierwszej rundzie została niemiecka golfistka Sandra Gal. Wynik 64 uderzeń dał jej przewagę jednego uderzenia. Gal gra na LPGA Tour od 2008 i jak dotąd nie zanotowała jeszcze żadnego zwycięstwa. W przeciwieństwie do niej zajmująca drugie miejsce (runda 65 uderzeń) Jiyai Shin z Korei Południowej mimo że sezon 2009 jest jej debiutem na LPGA Tour, to w swym dorobku ma już cztery wygrane w turniejach LPGA Tour, w tym tegoroczny HSBC Women's Champions.
W trakcie czwartkowej rundy załamanie pogody wymusiło przerwanie gry na prawie 3 godziny. W tym momencie swą rundę rozgrywały jeszcze 72 zawodniczki. Grę kontynuowano do zmroku, kiedy to jeszcze 30 zawodniczek jeszcze nie skończyło gry. Zarówno liderka jak i wiceliderka zdołały zagrać pełne 18 dołków w czwartek.
Broniąca tytułu Ji Eun-hee zagrała wynik 80 uderzeń i zajmuje 140 miejsce ex aequo.
Średni wynik oddany po pierwszej rundzie to 72,66 uderzenia. Najłatwiejszym dołkiem był 17. par 5 (4,62) a najtrudniejszym 7. dołek par 3 (3,28).
| Miejsce | Zawodniczka      | Rundy | Wynik |
| ------- | ---------------- | ----- | ----- |
| 1       | Sandra Gal       | 64    | -8    |
| 2       | Jiyai Shin       | 65    | -7    |
| 3       | Becky Lucidi     | 66    | -6    |
| 4=      | Kristy McPherson | 67    | -5    |
| 4=      | Michele Redman   | 67    | -5    |

| Dołek   | 1    | 2    | 3    | 4    | 5    | 6    | 7    | 8    | 9    | 10   | 11   | 12   | 13   | 14   | 15   | 16   | 17   | 18   | Suma  |
| ------- | ---- | ---- | ---- | ---- | ---- | ---- | ---- | ---- | ---- | ---- | ---- | ---- | ---- | ---- | ---- | ---- | ---- | ---- | ----- |
| Par     | 4    | 4    | 4    | 5    | 3    | 4    | 3    | 5    | 3    | 4    | 5    | 4    | 4    | 4    | 3    | 4    | 5    | 4    | 72    |
| Średnia | 4,04 | 3,97 | 4,03 | 5,00 | 3,26 | 4,23 | 3,28 | 4,84 | 3,02 | 4,03 | 4,88 | 4,15 | 3,95 | 4,16 | 2,81 | 4,09 | 4,62 | 4,29 | 72,66 |

### Dzień 2.
Turniejowy cut przeszło 75 zawodniczek z wynikiem lepszym niż +2 (146). Liderka z poprzedniego dnia – Sandra Gal – zagrała 73 uderzenia i spadła na 5 pozycję ex aequo. Otrzymaną szansę wykorzystała dotychczasowa wiceliderka Jiyai Shin, która po drugiej rundzie 68 wywalczyła prowadzenie z wynikiem -11 (133), będącym nowym rekordem turnieju. Tuż za nią na kolejnych trzech miejscach znalazły się trzy Amerykanki, z jednym uderzeniem straty Morgan Pressel, dalej debiutantka Stacy Lewis oraz Kristy McPherson z odpowiednio 2 i 3 uderzeniami straty.
Podobnie jak w czwartek burzowa pogoda znowu spowodowała przerwanie gry, tym razem dwukrotnie. W rezultacie przed zmierzchem nie zdążyło ukończyć swoich rund 71 zawodniczek. Drugą rundę zamknięto po tym jak dograły pozostałe one dołki w sobotni ranek.
Najniższy wynik drugiej rundy, 65 uderzeń, zagrała Cristie Kerr, która po dwóch dniach znalazła się na 14 miejscu ex aequo.
Cuta nie przeszły m.in. broniąca tytułu Ji Eun-hee oraz Cheyenne Woods.
Z turnieju wycofały się Charlotte Mayorkas i Paula Creamer, druga z nich z powodu kontuzji ręki.
| Miejsce | Zawodniczka      | Rundy     | Wynik |
| ------- | ---------------- | --------- | ----- |
| 1       | Jiyai Shin       | 65-68=133 | -11   |
| 2       | Morgan Pressel   | 68-66=134 | -10   |
| 3       | Stacy Lewis      | 68-67=135 | -9    |
| 4       | Kristy McPherson | 67-69=136 | -8    |
| 5=      | Sandra Gal       | 64-73=137 | -7    |
| 5=      | Michele Wie      | 69-68=137 | -7    |
| 5=      | Mindy Kim        | 69-68=137 | -7    |

| Dołek   | 1    | 2    | 3    | 4    | 5    | 6    | 7    | 8    | 9    | 10   | 11   | 12   | 13   | 14   | 15   | 16   | 17   | 18   | Suma  |
| ------- | ---- | ---- | ---- | ---- | ---- | ---- | ---- | ---- | ---- | ---- | ---- | ---- | ---- | ---- | ---- | ---- | ---- | ---- | ----- |
| Par     | 4    | 4    | 4    | 5    | 3    | 4    | 3    | 5    | 3    | 4    | 5    | 4    | 4    | 4    | 3    | 4    | 5    | 4    | 72    |
| Średnia | 4,12 | 3,92 | 3,99 | 5,00 | 3,06 | 4,29 | 3,08 | 4,82 | 2,86 | 4,23 | 4,82 | 4,08 | 4,32 | 4,15 | 2,89 | 3,99 | 4,83 | 4,17 | 72,63 |

### Dzień 3.
Jiyai Shin po trzeciej rundzie 67 uderzeń umocniła się na pozycji liderki z czterema uderzeniami przewagi nad resztą stawki. Kolejne dwa miejsca pozostały bez zmian i okupują je Morgan Pressel i Stacy Lewis.
Na czwarte miejsce dzięki dobrej rundzie 67 uderzeń wspięła się Australijka Lindsey Wright, wicemistrzyni tegorocznego LPGA Championship. Wraz z nią z tym samym łącznym wynikiem znajduje się liderka z pierwszego dnia Sandra Gal.
Najniższą rundę trzeciego dnia, 65 uderzeń, zagrała debiutantka sezonu 2009 Haeji Kang z Korei Południowej, co pozwoliło jej po trzech dniach zająć 7. miejsce ex aequo z 8 uderzeniami straty do Shin.
Becky Lucidi została zdyskwalifikowana z powodu przegapienia swojego startu.
| Miejsce | Zawodniczka    | Rundy        | Wynik |
| ------- | -------------- | ------------ | ----- |
| 1       | Jiyai Shin     | 65-68-67=200 | -16   |
| 2       | Morgan Pressel | 68-66-70=204 | -12   |
| 3       | Stacy Lewis    | 68-67-70=205 | -11   |
| 4=      | Lindsey Wright | 71-68-67=206 | -10   |
| 4=      | Sandra Gal     | 64-73-69=206 | -10   |

| Dołek   | 1    | 2    | 3    | 4    | 5    | 6    | 7    | 8    | 9    | 10   | 11   | 12   | 13   | 14   | 15   | 16   | 17   | 18   | Suma  |
| ------- | ---- | ---- | ---- | ---- | ---- | ---- | ---- | ---- | ---- | ---- | ---- | ---- | ---- | ---- | ---- | ---- | ---- | ---- | ----- |
| Par     | 4    | 4    | 4    | 5    | 3    | 4    | 3    | 5    | 3    | 4    | 5    | 4    | 4    | 4    | 3    | 4    | 5    | 4    | 72    |
| Średnia | 4,23 | 3,85 | 4,03 | 4,97 | 3,01 | 4,30 | 3,04 | 4,76 | 3,03 | 4,04 | 4,73 | 4,22 | 4,03 | 4,19 | 3,18 | 3,97 | 4,68 | 4,31 | 72,55 |

### Dzień 4. (finał)
Ostatniego dnia Jiyai Shin wystarczył wynik 71 uderzeń aby zwyciężyć z przewagą 7 uderzeń nad resztą stawki, największą jak dotąd w tym sezonie.
Jej najbliższe rywalki – Lewis i Pressel – zagrały poniżej oczekiwań, odpowiednio 74 i 78 uderzeń przez co pierwsza z nich spadła ostatecznie na 4. miejsce ex aequo, a Pressel wypadła z pierwszej dziesiątki. Z okazji skorzystały Kristy McPherson oraz Yani Tseng, które w niedzielę zagrały najniższe tego dnia rundy 66 uderzeń i ukończyły wspólnie turniej na drugim miejscu. Na uwagę zasługuje również fakt, że wszystkie zawodniczki z czwartego miejsca są tegorocznymi debiutantkami.
Zwycięstwo Shin było jej piątym triumfem w turnieju LPGA w karierze, a drugim odkąd gra na tym tourze z oficjalną kartą. Wraz ze zwycięstwem w Wegmans LPGA Shin, która okupuje pierwsze miejsce w rankingu debiutantek sezonu 2009, wdrapała się na szczyt listy zarobków sezonu zastępując na tym miejscu Cristie Kerr.
| Miejsce | Zawodniczka      | Rundy           | Wynik |
| ------- | ---------------- | --------------- | ----- |
| 1       | Jiyai Shin       | 65-68-67-71=271 | -17   |
| 2=      | Kristy McPherson | 67-69-76-66=278 | -10   |
| 2=      | Yani Tseng       | 73-69-70-66=278 | -10   |
| 4=      | Haeji Kang       | 68-75-65-71=279 | -9    |
| 4=      | Mika Miyazato    | 69-72-67-71=279 | -9    |
| 4=      | Stacy Lewis      | 68-67-70-74=279 | -9    |

| Dołek   | 1    | 2    | 3    | 4    | 5    | 6    | 7    | 8    | 9    | 10   | 11   | 12   | 13   | 14   | 15   | 16   | 17   | 18   | Suma  |
| ------- | ---- | ---- | ---- | ---- | ---- | ---- | ---- | ---- | ---- | ---- | ---- | ---- | ---- | ---- | ---- | ---- | ---- | ---- | ----- |
| Par     | 4    | 4    | 4    | 5    | 3    | 4    | 3    | 5    | 3    | 4    | 5    | 4    | 4    | 4    | 3    | 4    | 5    | 4    | 72    |
| Średnia | 4,05 | 4,18 | 3,84 | 5,18 | 3,14 | 4,15 | 3,05 | 4,69 | 2,91 | 4,15 | 4,73 | 4,01 | 4,42 | 4,11 | 3,04 | 4,07 | 4,59 | 4,30 | 72,59 |